# Viganella

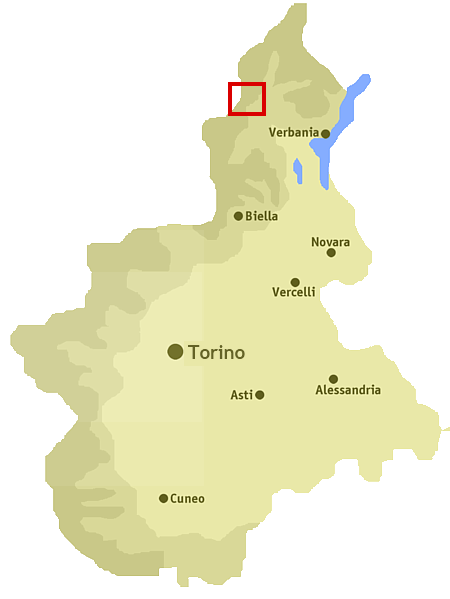
Antronatal in der Provinz Verbano-Cusio-Ossola

Viganella ist eine Fraktion der italienischen Gemeinde (comune) Borgomezzavalle in der Provinz Verbano-Cusio-Ossola (VB), Region Piemont.

## Geographie
Viganella liegt südlich des Simplonpasses im Valle Antrona auf 582 m s.l.m. Bis zum Dezember 2006 galt Viganella, das in einem Tal zwischen hohen Bergen liegt, als der dunkelste besiedelte Ort Italiens. Die beiden etwas höher gelegenen Weiler Bordo und Cheggio (auf einer Seehöhe von ca. 700 m) liegen genau an der Sonnengrenze, während im Dorf selbst im Winter für 83 Tage keine Sonne zu sehen war. Mit dem Bau eines Sonnenspiegels im Jahr 2006 in 1100 Meter Höhe gelangen nun auch während der dunklen Zeit Sonnenstrahlen ins Zentrum des Ortes, wodurch dieser auch um eine Touristenattraktion reicher ist (s. u.)
Zur Gemeinde gehörten die Fraktionen Rivera, Bordo und Cheggio. Das Gemeindegebiet umfasste eine Fläche von 13 km². Die Nachbargemeinden waren Antrona Schieranco, Calasca-Castiglione, Montescheno und Seppiana.

## Geschichte
Da früheste Besiedlung um Viganella (wahrscheinlich von „Vulcanella“, das heißt Eisenschmelze) bereits vor der Römerzeit konstatiert werden konnte, gibt es Hinweise darauf, dass das Antrona-Tal mit seinem Passo Antigine (2834 m, nach Mattmark – Saas-Almagell) seit mehr als zweitausend Jahren eine der wichtigsten Wegeverbindungen zwischen dem Wallis (Helvetien) und Oberitalien war. Davon zeugen auch die vom engen Talgrund bis auf etwa 900 m mit zum Teil gigantischen Trockenmauern terrassierten Südhänge der Gemeinde. Genauere Untersuchungen dieser Mauern haben ergeben, dass zumindest einige Abschnitte, die mit einem beachtenswerten in die kilometerlangen Mauern integrierten Wegesystem verbunden sind, schon lange vor der Römerzeit entstanden sein müssen (keltisches Siedlungsgebiet).
Viganella schloss sich am 1. Januar 2016 mit Seppiana zur neuen Gemeinde Borgomezzavalle zusammen.

## Bevölkerung
Die in den meisten piemontesischen Tälern seit dem Zweiten Weltkrieg verstärkte Landflucht hat in Viganella dramatische Ausmaße angenommen (siehe Eschental). Die traditionelle Landwirtschaft wurde fast vollständig aufgegeben. Junge Menschen finden keine Arbeit mehr und eine Überalterung der Talbevölkerung ist festzustellen. Die Schule wurde Anfang der neunziger Jahre geschlossen.
In den Ortsteilen Bordo und Cheggio haben in den 1980er Jahren überwiegend Menschen aus der Schweiz und Deutschland die seit dem Zweiten Weltkrieg verfallenden Häuser wieder bewohnbar gemacht und wohnen nun selbst dort. Daher hat die Gemeinde Viganella den höchsten Ausländeranteil in ganz Piemont. In Bordo befindet sich eine internationale Gemeinschaft mit tibetisch-buddhistischem Meditationszentrum. Zusammen mit Cheggio ist das Dorf in der Liste der europäischen Öko-Dorfgemeinschaften aufgelistet.

## Sehenswürdigkeiten
Der Antrona-See im nach Südwesten verlaufenden Zweig des oberen Valle Antrona ist durch einen gewaltigen Bergsturz im 16. Jahrhundert entstanden. Das gesamte Dorf Antronapiana wurde unter seinen Felsmassen über 40 m tief begraben, und wo vorher die Viehweiden der alten Walsergemeinde waren, bildete sich der natürliche Stausee. Er ist heute ein beliebter Badesee.
An den terrassierten Berghängen über dem Dorf stehen noch heute eine große Anzahl der mehrere hundert Jahre alten, meterdicken Maronibäume (Edelkastanien), die früher den Menschen im Tal die Grundversorgung mit hochwertiger Nahrung boten. Schon bevor regionale Baumschutzbestimmungen in Kraft traten, war man sich in der Gemeinde Viganella ihres kulturhistorischen und ökologischen Wertes bewusst.

## Das Spiegelprojekt

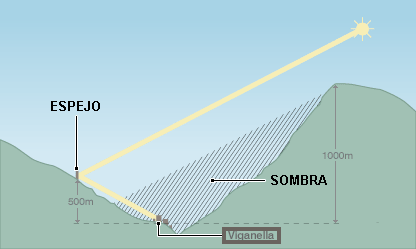
Grafik des Spiegelprojekts

In Viganella steigt die Sonne aus Sicht des Dorfplatzes etwa zwischen dem 12. November und 1. Februar für etwa 83 Tage nicht über die Berggipfel. Daher galt das Dorf als der dunkelste Ort Italiens. Die Einwohner feierten die Rückkehr der Sonne am 2. Februar, genau zu Maria Lichtmess, mit einer Prozession und einem großen Fest. La Candelora, wie es im Ort genannt wird, feiern die Bewohner schon seit Jahrhunderten, um die Sonne zu begrüßen.
Bereits im November 2005 geriet Viganella mit der Idee, einen bewegten Spiegel, genauer einen Heliostat, auf einem Berg zu installieren, in die internationalen Medien. Initiiert wurde das Projekt von Pierfranco Midali, dem 45-jährigen Bürgermeister der 200-Einwohner-Gemeinde. Jetzt wirft der Spiegel über dem Dorf etwas Sonnenlicht schon früher auf die Piazza, das Sonnenfest soll jedoch aus Tradition und um an die düstere Zeit zu erinnern, auf jeden Fall erhalten bleiben.
Die Kosten für das Projekt in Höhe von 100.000 Euro wurden durch private Spender und lokale Organisationen aufgebracht. Der Heliostat wurde am 1. Dezember 2006 in 1100 Metern Höhe in Viganella montiert. Er besteht aus 14 Einzelspiegeln aus rostfreiem Stahl mit einer Gesamtfläche von 40 Quadratmetern und misst fünf Mal acht Meter. Elektronisch gesteuert wird der Spiegel dem Lauf der Sonne nachgeführt. Damit ist Viganella das weltweit erste Dorf, das im Winter gespiegeltes Sonnenlicht hat. Am 17. Dezember 2006 wurde das Projekt mit einem großen Volksfest unter Anwesenheit zahlreicher Besucher und Journalisten offiziell eingeweiht.
Allerdings wird nur ein kleiner Teil des Dorfes beschienen. Die Größe des Spiegels reicht nur aus, um die Piazza zu beleuchten, der Rest des Dorfes liegt weiterhin im Schatten. Er reflektiert nicht nur das Licht der Sonne, sondern auch 80 Prozent des nicht sichtbaren Spektrums, was zu einer merklichen Erwärmung des Platzes führt.
Neben dem Licht- und Wärmeeffekt, der den Bewohnern einen hellen und warmen Winkel im Kommunikationszentrum des Dorfes verschafft, versprach man sich durch das Objekt auch einen Zuwachs an touristischer Attraktivität.
Im Sommer soll der Spiegel tagsüber nicht benutzt werden, um keinen unnatürlichen Effekt zu erzielen. Als weitere Attraktion wird jedoch daran gedacht, den Mond zu spiegeln, der im Sommer im Ort für drei Monate nicht zu sehen ist. Das möchte man mit Astronomiekursen verbinden.
Wegen eines technischen Defekts (Brand des Steuerkastens) war der Spiegel zwei Jahre lang nicht in Betrieb (September 2014 bis November 2016). Seit Januar 2017 ist er wieder im Einsatz.
Im Sommer 2023 wurde durch Blitzschlag die Elektronik beschädigt. Bürgermeister Bellotti erklärt im Februar 2024, dass man Zeit brauche um den Fehler zu reparieren und stellt ein Funktionieren ab November in Aussicht.

### Ähnliche Anlage
Im Jahr 2013 wurde im norwegischen Rjukan ein vergleichbares Spiegelprojekt realisiert.